# Tujamo
Matthias Richter (Detmold, 18 de janeiro de 1988), mais conhecido pelo seu nome artístico Tujamo, é um DJ e produtor de electro house alemão. Tujamo, em colaboração com Plastik Funk e Sneakbo, lançou o single "Dr. Who!", que alcançou a 21ª posição na parada de singles do Reino Unido. Ele também teve um sucesso com Steve Aoki e Chris Lake, a música "Boneless", que chegou à 49ª posição na parada de singles alemã e à 42ª na parada de singles austríaca.

## Trajetória
Tujamo, nome artístico de Matthias Richter, nasceu em 1988 em Detmold, Renânia do Norte-Vestfália. Ele começou a mixar aos 17 anos e, em 2006, participou e venceu uma competição de talentos organizada pelo Club Index em Schüttorf, onde se tornou DJ residente. No mesmo ano, começou a usar o nome Tujamo e lançou seu single de estreia, "Mombasa", em 2011.
Seu primeiro sucesso, "Who", foi originalmente lançado em 2011 em colaboração com o também alemão Plastik Funk. A faixa se tornou um grande hit na Winter Music Conference, um clube de house em Miami. Em 2014, seu single "Boneless", lançado em colaboração com Steve Aoki e Chris Lake, alcançou a 49ª posição na parada de singles alemã e a 42ª na parada de singles holandesa. No mesmo ano, ele retrabalhou "Who" como "Dr. Who!", com vocais do rapper britânico Sneakbo, e a música chegou à 21ª posição na parada de singles do Reino Unido, recebendo apoio de Avicii, Tiësto, Fedde Le Grand e Steve Aoki.
Tujamo também remixou canções de Bob Sinclar, Peter Gelderblom e Wynter Gordon, e se apresentou por toda a Alemanha e globalmente, incluindo América do Sul, Turquia, Brasil e Rússia. Alguns de seus outros singles incluem "How We Roll", "Do It All Night", "Back 2 You" e uma versão cover de "Nein Mann", do Laserkraft 3D.